# A Piece of the Action
A Piece of the Action è un film statunitense del 1977 diretto e interpretato da Sidney Poitier insieme a Bill Cosby.

## Trama
Dave Anderson e Manny Durrell sono due ladri di alto livello che non sono mai stati catturati, mentre Joshua Burke è un detective in pensione che ha prove sufficienti su entrambi per metterli in prigione. Invece, si offre di mantenere il silenzio se i truffatori andranno dritti e lavoreranno in un centro per delinquenti. All'inizio, i truffatori sono riluttanti come dei bambini e col passare del tempo guadagnano la fiducia e l'ammirazione dei ragazzi e iniziano a godersi delle loro attività.